# Elwro 105LN-A

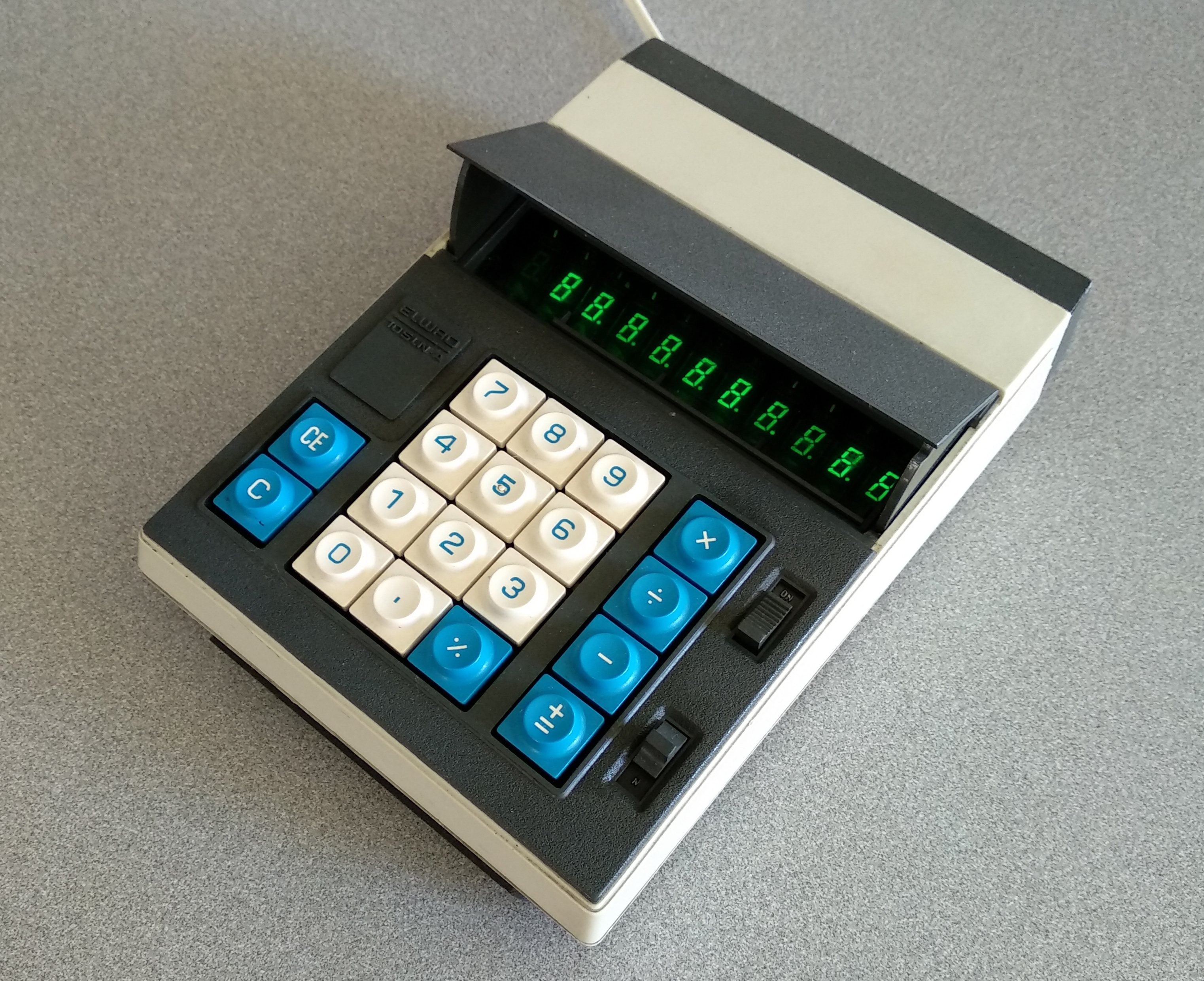
Elwro 105LN-A

ELWRO 105LN-A – polski elektroniczny kalkulator biurowy produkowany w latach 70. XX wieku przez zakłady Elwro we Wrocławiu.
Następca modelu Elwro 105LN, od swojego poprzednika różnił się w użytkowaniu przede wszystkim automatycznym ustawianiem kropki dziesiętnej, w związku z czym zrezygnowano z obrotowego przełącznika do ustawiania liczby miejsc dziesiętnych.
Oparty na układzie scalonym CT5030 firmy Cal-Tex Semiconductor,
umożliwiał wykonywanie czterech podstawowych działań oraz obliczanie procentów. Nie miał pamięci.
Wyświetlacz oparty na dwunastu osobnych siedmiosegmentowych lampach VFD – świecił wyraźnym zielonkawoniebieskim światłem, dodatkowo przed refleksami świetlnymi zabezpieczony był otwieraną osłoną, której zamknięcie powodowało wyłączenie urządzenia. Włączania urządzenia dokonywało się suwakiem po prawej stronie, który uruchamiał wyłącznik i jednocześnie zwalniał sprężynę osłony wyświetlacza. Znak minus wyświetlany był na pierwszej pozycji wyświetlacza. W dolnej części wyświetlacza znajdowała się ręcznie przesuwana listwa, umożliwiająca nastawienie separatorów tysięcznych. Obudowa w dolnej części posiadała wysuwany uchwyt do przenoszenia. Klawisze były wykonane techniką wtrysku dwu tworzyw o różnych barwach jednocześnie, co zapewniało nieścieralność napisów.
Napięcie zasilania sieciowego wynosiło 220 V, długość kabla zasilającego około 3 m.
Produkcję modelu zakończono w 1976 roku.